# Brendan O'Neill
Brendan O'Neill es un columnista y comentarista político británico. Fue editor de Spiked desde 2007 hasta septiembre de 2021 y es su «escritor político en jefe». Ha sido columnista de The Australian, The Big Issue y The Spectator.

## Carrera
Comenzó su carrera en el predecesor de Spiked, Living Marxism, la revista del Partido Comunista Revolucionario, que dejó de publicarse después de que ITN ganara su acción por difamación luego de que Living Marxism acusara a ITN de tergiversar una imagen de un campo de prisioneros durante la guerra de Bosnia.
Desde entonces, ha colaborado con artículos en publicaciones del Reino Unido, Estados Unidos y Australia, entre ellas The Spectator, New Statesman, The Christian Science Monitor, The American Conservative, Salon, y ocasionalmente ha escrito blogs para The Guardian, antes de pasarse a The Daily Telegraph. Escribe una columna para The Big Issue en Londres y The Australian en Sídney. También escribe artículos para The Sun.

## Puntos de vista
O'Neill, que en su día fue trotskista, en 2019 dijo que era un marxista libertario.

### Irlanda del Norte
Es partidario de la Irlanda Unida. Criticó el Acuerdo de Viernes Santo de 1998, que apoyaron el Sinn Féin y el IRA Provisional, escribiendo en un número de 1998 de Living Marxism : «El nuevo acuerdo de paz es una vergüenza... Los mayores perdedores de todo esto son el movimiento republicano... ¿Qué ganarán exactamente las comunidades republicanas al final de su lucha de 25 años? El Sinn Fein y el IRA no sólo han acordado deponer las armas. Han renunciado de hecho a todo lo que defendían, aceptando que no habrá una Irlanda Unida».

### Ecologismo
O'Neill ha dicho que el movimiento ecologista se ha convertido en un «culto religioso» que está «librando una guerra contra la clase trabajadora». Más tarde fue criticado por comentarios sobre la activista ambientalista sueca Greta Thunberg. O'Neill ha descrito las advertencias sobre la superpoblación como una «interferencia maltusiana» en el derecho de las mujeres a la libertad reproductiva. En 2020, con relación al COVID-19, ha argumentado que «esta pandemia nos ha mostrado cómo sería la vida si los ambientalistas se salieran con la suya».

### Brexit
En septiembre de 2019, dijo en el programa Politics Live de la BBC que los británicos deberían protestar por los retrasos en el Brexit. Dijo: «Me sorprende que no haya habido disturbios todavía». Cuando el presentador invitado Adam Fleming le preguntó: «¿Crees que habrá disturbios?», O'Neill respondió: «Creo que debería haberlos». En octubre de 2019, la unidad de quejas ejecutivas de la BBC desestimó 585 quejas sobre él llamando a los disturbios.